# 童市镇
童市镇，中华人民共和国湖南省岳阳市平江县下属的一个镇，位于平江县中部。

## 建制沿革
- 1956年，设钟洞办事处；
- 1961年，置钟洞公社；
- 1984年，改置钟洞乡；
- 1995年，恩溪乡并入；
- 2001年，改置童市镇。

## 行政区划
童市镇下辖1个居委会与36个行政村：
- 童市居委会
- 排形村、扬墩村、梭墩村、童坪村、翠阳村、石洞村、永响村、德字村、烟舟村、沙坪村、旁上村、芭焦村、义字村、新乐村、月坳村、协洞村、石枧村、白花村、天和村、和众村、东源村、二联村、桃花村、永丰村、建设村、大糙村、优良村